# Институт физиологии имени И. П. Павлова РАН
Институт физиологии им. И. П. Павлова РАН — один из институтов Отделения биологических наук Российской академии наук.
Институт ведёт фундаментальные и прикладные исследования, направленные на раскрытие механизмов высшей нервной деятельности, функционирования сенсорных и висцеральных систем организма. На молекулярно-клеточном, генетическом, онтогенетическом и нейрогуморальном уровнях изучаются механизмы адаптивного поведения человека и животных. Исследуются основные принципы восприятия и обработки информации органами чувств и её реализация, механизмы адаптивных реакций висцеральных систем.

## История Института
Институт физиологии ведёт своё начало от Физиологического института Академии наук СССР, организованного на базе Физиологической лаборатории С. Е. Минца в 1925 году. Первым директором института до 1936 года был выдающийся учёный, первый лауреат Нобелевской премии в области физиологии и медицины академик И. П. Павлов. Основная задача института состояла в изучении физиологии больших полушарий головного мозга по методу условных рефлексов. К началу 1930-х годов тематика исследований института концентрировалась на изучении закономерностей работы коры головного мозга, взаимодействия процессов возбуждения и торможения, типов нервной системы, экспериментальных неврозов, а также высшей нервной деятельности человекообразных обезьян. В 1934 году были организованы новые отделы (анатомический, биохимический, биофизический и экспериментальной психологии) и созданы предпосылки для углублённого изучения структурных и физико-химических основ физиологии и психологии головного мозга животных и человека. По инициативе И. П. Павлова начались исследования в области нейрогенетики.
В 1936 году, после кончины И. П. Павлова, институту присвоено его имя. Возглавил институт ученик И. П. Павлова академик Л. А. Орбели (1936—1950). Получили развитие исследования биохимии и биофизики клетки, эволюционная, сравнительная, возрастная физиология, физиология вегетативной нервной системы и физиология органов чувств. В годы Великой Отечественной войны сотрудники института разрабатывали прикладные проблемы (в том числе способы борьбы с последствиями травм центральной и периферической нервной системы и изучение механизмов адаптации к гипоксии).
В 1950 году произошло объединение Физиологического института им. И. П. Павлова АН СССР с Институтом эволюционной физиологии и патологии высшей нервной деятельности им. И. П. Павлова Академии медицинских наук СССР и Институтом центральной нервной системы АМН СССР. Новый Институт физиологии им. И. П. Павлова АН СССР возглавил академик К. М. Быков, а затем академики В. Н. Черниговский и В. А. Говырин. В 1950-е года институт стал крупнейшим физиологическим центром по изучению физиологии и патологии высшей нервной деятельности, общей физиологии нервной системы, физиологии органов чувств, эволюционной и экологической физиологии. Одним из ведущих направлений исследований в этот период была физиология и патология кортико-висцеральных отношений, успехи в которой сыграли значительную роль в создании и обобщении современных представлений о генезе психосоматических заболеваний человека. Были получены приоритетные данные, касающиеся структурно-функциональной организации рецепторов внутренних органов и их представительства в коре головного мозга, механизмов восприятия и переработки сенсорной информации, роли стриато-таламо-кортикальной системы в регуляции поведения, онтогенеза мотивационно-эмоциональных реакций. Академиком А. М. Уголевым был открыт новый тип пищеварения — пристеночное (мембранное) пищеварение. В комплексных исследованиях изучалось участие различных физиологических систем в процессах адаптации к факторам внешней и внутренней среды и их роль в поддержании гомеостаза организма.
С 1981 по 1994 года дальнейшее развитие получили работы по изучению процессов регуляции функциональных систем организма, а также механизмов адаптации. В этом направлении установлены фундаментальные закономерности взаимоотношения местных и центральных механизмов регуляции кровообращения, тонуса сосудов, дыхания, гипоталамо-гипофизарно-адренокортикальной системы. Выявлена роль генов, контролирующих универсальные свойства нервной системы, связанные с процессами адаптации и обучения. Раскрыто важное значение вторичных внутриклеточных посредников в реализации генетической информации, детерминирующей деятельность нервной системы. Большое внимание стало уделяться изучению молекулярно-клеточных механизмов, лежащих в основе приспособительных реакций организма.
1994 по 2015 год директором Института являлся член-корреспондент РАН Д. П. Дворецкий
В настоящее время Институт физиологии им. И. П. Павлова — одно из крупнейших многопрофильных физиологических учреждений страны. Главное здание института находится в Санкт-Петербурге, однако большая его часть расположена в основанном И. П. Павловым научном городке в селе Павлово, под Санкт-Петербургом. Научный городок с территорией около 100 га включает современные лабораторные здания, Павловский мемориальный комплекс, виварий и антропоидник, научную библиотеку, инфраструктуру обеспечения, жилой массив, парк. Институт располагает одной из крупнейших научных библиотек физиологического профиля, основанной в конце прошлого столетия в Физиологической лаборатории Российской академии наук.

## Известные сотрудники
- Ёлкин, Владимир Иванович (1931—1977) — д.б.н., профессор.
- Крышова, Нина Александровна (1895—1971) — д.м.н., профессор, Заслуженный деятель науки РСФСР.
- Пинес, Лев Яковлевич (1895—1951) — д.м.н., профессор, заместитель директора по научной части и заведующий гистологической лабораторией.